# 큐알뱅크
주식회사 큐뱅(QBang.Co. Ltd.)은 대한민국의 핀테크 전문업체이다. 2022년 11월에 상호를 (주)두빛나래소프트에서 (주)큐알뱅크로 변경하였고, 2024년 4월 (주)큐뱅으로 변경하였다. 

## 같이 보기
- 핀테크